# Miconia cerasiflora
Miconia cerasiflora är en tvåhjärtbladig växtart som beskrevs av Ignatz Urban. Miconia cerasiflora ingår i släktet Miconia och familjen Melastomataceae. Inga underarter finns listade i Catalogue of Life.